# Rafael Anglada
Rafael Anglada i Rubí (Santa Coloma de Farnés, de la provincia de Gerona,  11 de febrero de 1921 - Barcelona, 23 de junio de 1993) fue un actor y autor de teatro español. 
Se inició profesionalmente en programas para la radio, y en 1953 empieza como actor de teatro, casi siempre en obras en lengua catalana. Se especializó en la interpretación de personajes cómicos. También escribió obras de teatro, algunas de ellas representadas en el Centre Catòlic de Sants. Participó en numerosas películas y en series de televisión como La saga de los Rius (1976), Tot un senyor (1989) y Els savis de Vilatrista (1991)
Fue declarado hijo predilecto de Santa Coloma de Farnés y en su honor cada año se celebra un concurso de teatro amateur. En 1992 recibió el Premio Nacional de Artes Escénicas, y en 1993 el Premio Creu de Sant Jordi. También le fue concedida a título póstumo la Medalla de Oro al Mérito en las Bellas Artes.

## Obra dramática
- 1943. Sucedió a las once. Disparate detectivesco en 1 acto. En colaboración con C. Morera. Estrenado en el Ateneu Catòlic de Sant Gervasi (Barcelona), el 25 de abril de 1943.
- 1955. L'Estrella de Nadal: els Pastorets, en colaboración con Josep C. Tapias. Espectáculo en 3 actos, divididos en once escenas. Estrenada en el teatro Alexis de Barcelona, el 21 de diciembre de 1955. Director: Joan Cumellas.
- 1956. Ocells de pis. Obra de humor en 3 actos.
- 1959. L'amor venia en taxi. Pieza cómica en 3 actos. (1959). Estrenada en el Teatro Romea de Barcelona, el 7 de enero de 1959.
- 1991. Perruqueria de senyores

## Teatro
- 1963, noviembre. Quan no sigui amb tu de Ventura Porta i Rosés. Estrenada en el Teatre Romea, de Barcelona.

## Filmografía
| Año  | Título                                             | Personaje             | Dirección                         |
| ---- | -------------------------------------------------- | --------------------- | --------------------------------- |
| 1960 | Gaudí                                              | Camps                 | Josep Maria Argemí                |
| 1961 | Julia y el celacanto                               | Hombre sordo          | Antonio Momplet                   |
| 1962 | El último verano                                   | Antonio               | Juan Bosch                        |
| 1963 | Vida de familia                                    | Guarda                | José Luis Font                    |
| 1963 | La cuarta ventana                                  | Camarero              | Julio Coll                        |
| 1964 | Ich möchte zurück nach Malaga                      | Der Sergeant          | Frank Guthke                      |
| 1964 | El mujeriego                                       | Vendedor de libros    | Francisco Pérez-Dolz              |
| 1965 | Pistoleros de Arizona                              | Tendero               | Alfonso Balcázar                  |
| 1966 | El paje de los reyes magos (Cortometraje)          |                       | Juan Albert                       |
| 1967 | El terrible de Chicago                             | O'Hara                | Juan Bosch                        |
| 1967 | Una historia de amor                               |                       | Jorge Grau                        |
| 1969 | Españolear                                         | Eusebio               | Jaime Jesús Balcázar              |
| 1970 | El certificado                                     | Abuelo Escuder        | Vicente Lluch                     |
| 1973 | Mi profesora particular                            | Durán                 | Jaime Camino                      |
| 1975 | Los casados y la menor                             | Sacerdote             | Joaquín Coll Espona               |
| 1976 | Las largas vacaciones del 36                       | Pregonero             | Jaime Camino                      |
| 1976 | La ciudad quemada                                  | Sr. Esteve            | Antoni Ribas                      |
| 1976 | La nueva Marilyn                                   | Hombre ayuda a Teresa | José Antonio de la Loma           |
| 1977 | Las alegres chicas de 'El Molino'                  | Antonio               | José Antonio de la Loma           |
| 1977 | Las marginadas                                     | Sereno                | Ignacio F. Iquino                 |
| 1977 | Mi hija Hildegart                                  | Director del penal    | Fernando Fernán Gómez             |
| 1977 | La viuda andaluza                                  | Excelencia            | Francesc Betriu                   |
| 1978 | Alicia en la España de las maravillas              | Jardinero bajito      | Jorge Feliu                       |
| 1978 | Óscar, Kina y el láser                             | Maestro Don Rufino    | José María Blanco                 |
| 1978 | Jugando a papás                                    | Vicente               | Joaquín Coll Espona               |
| 1979 | Companys, procés a Catalunya                       | Martí                 | Josep Maria Forn                  |
| 1979 | La triple muerte del tercer personaje              | Le copiste            | Helvio Soto                       |
| 1980 | La verdad sobre el caso Savolta                    | Antón                 | Antonio Drove                     |
| 1982 | La plaza del Diamante                              | Padre Colometa        | Francesc Betriu                   |
| 1982 | El ser                                             | Alberto               | Stefano D'Arbo y Sebastián D'Arbó |
| 1982 | La rebelión de los pájaros                         | Abuelo                | Lluís Josep Comerón               |
| 1983 | El fascista, doña Pura y el follón de la escultura | Juan                  | Joaquín Coll Espona               |
| 1983 | Victoria! 2: El frenesí del 17                     |                       | Antoni Ribas                      |
| 1983 | ¡Victoria! La gran aventura de un pueblo           |                       | Antoni Ribas                      |
| 1984 | Los locos, locos carrozas                          | Don Felicísimo        | Francesc Herrera                  |
| 1984 | Victoria! 3: La razón y el arrebato                | Notario               | Antoni Ribas                      |
| 1984 | Cop de vent                                        | Vell                  | Roger Justafré                    |
| 1984 | L'auca del senyor Esteve                           | Señor Pau             | Pere Planella y Jaume Santacana   |
| 1984 | Car-Men (Hombres-Coches) (Cortometraje)            |                       | Simó Fàbregas                     |
| 1985 | Yo, 'El Vaquilla'                                  | Quiosquero            | José Antonio de la Loma           |
| 1986 | Puzzle                                             | Don Ramón             | Lluís Josep Comerón               |
| 1989 | Les noces de Fígaro                                | Picapoll              | Josep Montanyès                   |
| 1991 | Terra baixa                                        | Tomás                 | Josep Montanyès                   |
| 1992 | Els savis de Vilatrista                            | Señor Pascual         | Xavier Berraondo                  |